# ГЕС Кавшак-Бенді
ГЕС Кавшак-Бенді (тур. Kavşak Bendi Barajı) – гідроелектростанція на півдні Туреччини. Знаходячись між ГЕС Кепрю (вище по течії) та ГЕС Єдігезе-Санібей, входить до складу каскаду у сточищі річки Сейхан, яка протікає через Адану та впадає до Середземного моря. При цьому вона є першою станцією власне на Сейхані (верхні ступені каскаду працюють на його лівому витоку Гексу).
В межах проекту річку перекрили кам’яно-накидною греблею із бетонним облицюванням  висотою 81 метр, яка потребувала 1,25 млн м3 породи та 0,64 млн м3 бетону. Вона утримує водосховище з площею поверхні 1,42 км2 та об’ємом 30 млн м3 (корисний об'єм 7,6 млн м3) в якому припустиме коливання рівня поверхні між позначками 312 та 318 метрів НРМ. 
Зі сховища через прокладений у лівобережному масиві дериваційний тунель довжиною 2,6 км з діаметром 9 метрів ресурс подається до наземного машинного залу. Тут встановлено три турбіни типу Френсіс потужністю по 62 МВт, які використовують напір біля 80 метрів (рівень нижнього б’єфу складає 235 метрів НРМ). Крім того, для підтримки природної течії частина води випускається біля греблі через турбіну потужністю 5,4 МВт. В сукупності це обладнання повинне забезпечувати виробництво 766 млн кВт-год електроенергії на рік.